# 평당
평당(平當, ? ~ 기원전 4년)은 전한 말기의 관료로, 자는 자사(子思)이며 우부풍 평릉현(平陵縣) 사람이다. 한 애후의 후손이자 한중태수 평전(平戩)의 손자로, 집안은 본래 양국 하읍현(下邑縣)에 살았으나 평전이 평릉으로 이주하였다.

## 생애
젊어서 대행치예승(大行治禮丞)이 되었고, 대홍려문학(大鴻臚文學)으로 옮겨간 후 지방관을 거쳤다가 경서에 밝아 박사(博士)가 되었다. 이후 대신들의 추천으로 급사중(給事中)이 되었다. 나라에 천재지변이 일어날 때마다 경서를 인용하여 해석하였고, 정치상의 문제를 아뢰었다.
원제 때 승상 위현성이 유태공의 종묘를 폐지하려 하였는데, 평당은 이에 반대하였고, 원제는 평당의 말을 따랐다.
이후 사자가 되어 유민들을 유주로 이주시켰을 때, 자사와 태수들 중 근면한 자를 찾아내어 보고하였고 또 발해의 염지(鹽池)를 개방하여 백성을 구제할 것을 건의하였다. 이때 파견된 열한 명의 사자들 중 가장 높은 실적을 쌓아, 승상사직으로 승진하였다. 이후 법에 걸려 삭방자사로 좌천되었으나, 다시 중앙으로 돌아와 장신소부·대홍려·광록훈으로 승진하였다.
순우장이 창릉(昌陵; 성제의 능묘) 조성을 멈추어야 한다고 주장하였을 때, 평당은 이에 반대하였다. 그러나 결국 조성을 멈추는 쪽으로 결정되었고, 순우장은 공적을 인정받아 열후에 봉해졌다. 평당은 다시 순우장이 비록 좋은 진언을 하였으나 열후가 되기에는 알맞지 않다고 하였고, 결국 노여움을 사 거록태수로 좌천되었다. 이후 하수의 치수를 담당하여, 하수의 제방 관련 업무를 맡았다.
애제 즉위 후, 중앙으로 들어와 광록대부·제리(諸吏)·산기(散騎)가 되었다. 이후 다시 광록훈이 되었고, 어사대부·승상에까지 이르렀다. 본래 승상은 열후에 봉해지는 것이 관례였는데, 평당이 취임했을 당시는 겨울이었기 때문에 일단 관내후에 봉하고, 봄이 되는 대로 열후에 봉하기로 하였다. 그러나 취임 이듬해 초에 평당은 큰병에 걸렸고, 책봉을 위한 사자가 왔을 때 응대하지도 못할 지경에 이르렀다. 결국 평당은 사직을 청원하였고, 애제는 이를 만류하였으나 한 달만에 죽고 말았다. 전한의 승상들 중 열후에 봉해지지 못하고 죽은 자는 평당이 유일하다.
아들 평안 또한 경서에 밝아 출세하였고, 평제 때 대사도를 지냈다.

## 출전
- 반고, 《한서》 권71 준소우설평팽전